# Enriqueta Moya Gómez
Enriqueta Moya Gomez, conocida como Keta Moya, nació en Orihuela el 20 de enero de 1939, siendo murciana de adopción,  es maestra,  profesora, concertista y compositora de obras para piano.

## Trayectoria
Cursó sus estudios de música con la profesora Hilaria Fenoll obteniendo el título Superior de Piano por el Conservatorio Superior de Música de Murcia con Sobresaliente y Premio Extraordinario en Solfeo
Madre de seis hijos y con antepasados cubanos, su vida ha estado ligada al piano. Colaboró en la elaboración del plan de estudios de su carrera en el año 1945 y en el de 1966 momento en el que se amplió sus estudios hasta los cinco años, convirtiéndolo en licenciatura y en una de las carreras mas largas junto con la de violín y violonchelo.
En 1983 fundó  la  Academia de Música Keta impartiendo Solfeo y Piano, Canto y Repertorio,  preparando oposiciones a Educación Primaria, Especialidad de Música. Ha colaborado con la entidad Cajamurcia mediante conciertos en sus instalaciones y la impartición de cursos didácticos de lenguaje musical con prácticas en la especialidad de piano dirigidos a  futuros maestros y profesor es de Primaria y Secundaria.
Ha compuesto numerosas obras, entre las que cabe reseñar las dedicadas al pieno: “La Navidad en concierto”, “Con toques de Romanticismo”, “Inspiración de poeta”, “Vida y Fé”, “Añoranzas y recuerdos” y “Homenaje a Mozart”, entre otros. Ha escrito guiones y música para obras de teatro en colaboración  con la Asociación Cultural Aftalia Teatro.
Es autora de la letra y música del álbum de habaneras "Recordando a Cuba" y el de tonadillas titulado: "Recordando a Andalucia".
En el año 2006 fue incluida en el anexo dedicado a "Compositores de la Región de Murcia". Estos materiales elaborados sobre la Historia de la Música, fueron destinados  a los programas educativos para la formación del profesorado de la Consejería de Educación y Cultura de la Región de Murcia.